# Andrés Girón
Andrés Girón y Loyzaga (Ceuta, España, 1 de marzo de 1757 - Sevilla, España, 10 de septiembre de 1833) fue un militar español nacido en Ceuta. Llegó a ocupar el rango de Teniente Coronel en el ejército realista. En 1810 fue nombrado Gobernador de la provincia colonial de Tabasco por el Consejo de Regencia, reunido en Cádiz.

## Gobernador de Tabasco
A la salida del gobernador de Tabasco Miguel de Castro y Araoz, quien se fue para Yucatán, se encargó interinamente del gobierno el Teniente Coronel Lorenzo Santa María, quien después de dos meses, en octubre de 1810 entregó el cargo al también Teniente Coronel Andrés Girón, quien había sido nombrado por el Consejo de Regencia, reunido en Cádiz como nuevo Gobernador de la provincia de Tabasco.

### Preparativos contra la lucha libertaria
Una de las primeras acciones tomadas por el gobernador Girón, ante el ya iniciado movimiento de independencia por Miguel Hidalgo, fue el de fortalecer las compañías milicianas y de voluntarios con cerca de 1 000 hombres de infantería y caballería con la finalidad de mantener el férreo control español en la provincia y evitar la posible "contaminación" con ideas subversivas en la población. Aunado a esto, en abril de 1811 formó el cuerpo de infantería "Fieles de Fernando VII" para sofocar posibles brotes independentistas.
A finales de ese año, Girón aseguró que había rehabilitado el batallón de milicias tabasqueñas y la compañía de voluntarios "Patriotas de Fernando VII".
Antes de que concluyera el año de 1811 el gobernador Andrés Girón, ordenó la demolición de la ermita de San Juan con la finalidad de ampliar la Plaza Mayor y construir una iglesia más suntuosa, pero debido al ambiente de rebelión que predominaba en la Nueva España, hizo que los recursos con que se construiría, se utilizaran para la construcción del nuevo cuartel militar llamado El Principal. Además, ordenó que se le cambiara el nombre a la capital San Juan de Villahermosa por el de San Juan Bautista de Villahermosa.

### Jura de la Constitución de Cádiz
El 3 de noviembre de 1812 por instrucciones del gobernador Girón, y con el apoyo del Dr. José Eduardo de Cárdenas fue publicada la Constitución de Cádiz, siendo juramentada solemnemente el 25 de marzo de 1813 por el pueblo y autoridades mediante un oficio levantado en la Sala Capitular de Villahermosa, y enviado al virrey Francisco Venegas. Para conmemorar este hecho, Girón mandó levantar un obelisco en el cetro de la Plaza Mayor de Villahermosa,  a la que en conmemoración ordenó que se la cambiara el nombre por el de Plaza de la Constitución.
En los otro ocho partidos de la provincia se juró igualmente la Constitución de 1812, distinguiéndose Cunduacán, donde fue inaugurado igualmente otro obelisco por iniciativa del Dr. Cárdenas.
Conforme a la Constitución de 1812, en los últimos días de noviembre, se realizaron las elecciones para alcaldes en los ocho partidos de la provincia, resultando electo para la capital Villahermosa don Ignacio Martínez.
Para ese entonces, se vislumbraban dos grupos políticos locales, el de la Corona, absolutista y realista; y el de los independientes, constitucionales o liberales realistas. Estos últimos, formaron una Junta Gubernativa para intentar menguar el poder del gobernador. Entre los principales miembros de esta junta se encontraban el Dr. José Eduardo de Cárdenas y Agustín Ruiz de la Peña.

### Abandono del gobierno
A los pocos meses, el gobernador Andrés Girón tuvo serias controversias con la Junta Gubernativa por asuntos de jurisdicción, por lo que se quejó con el virrey Venegas, quien la declaró "irregular" y ordenó su disolución. Por este motivo, el gobernador fue repudiado por parte de los partidarios de la junta gubernativa y de los constitucionalistas, por lo que temiendo por su vida, abandonó la ciudad de Villahermosa previa renuncia al cargo de gobernador, en agosto de 1813, saliendo rumbo a El Carmen y San Francisco de Campeche. Posteriormente volvió a España, muriendo en Sevilla en 1833.